# Filho de Deus
Filho de Deus é uma expressão encontrada no Antigo Testamento (ou Bíblia Hebraica) e em vários outros textos judaicos e no Novo Testamento. Nas Escrituras hebraicas, de acordo com a tradição judaica, relaciona-se a vários sujeitos distintos, a anjos, seres humanos e, até mesmo, a toda humanidade. De acordo com a maioria dos estudiosos cristãos, a expressão se refere ao relacionamento entre Jesus Cristo e Deus, assim como ao relacionamento experimentado por todos os crentes fiéis a Jesus (cf. João 1:12).
Uma terminologia similar estava presente antes, durante e depois do ministério de Jesus e em seu pano de fundo histórico-cultural. Augusto, imperador de Roma, era chamado de Divi filius (filho do divinizado Júlio César): esta expressão, e não Dei filius (filho de Deus), era a que se utilizava em latim. Já em grego, a expressão huios theou aplicava-se a ambos os casos. No entanto, huios theou é usado em relação a Jesus apenas três vezes no Novo Testamento. Ele é, na maior parte das vezes, descrito como ho huios tou theou: não apenas "um filho de Deus", mas "o filho de Deus", especialmente em profissões de fé como Atos 8:37, Atos 9:20, I João 4:15, I João 5:5 e João 20:31.
Historiadores acreditam que Alexandre, o Grande via-se como semideus, ao usar como título a expressão "Filho de Amon-Zeus" (diz-se de sua mãe, Olímpia, haver declarado que Zeus a engravidara enquanto dormia debaixo de uma árvore consagrada ao deus). O título foi atribuído a ele por sacerdotes egípcios do deus Amon, no oráculo junto ao oásis de Siwah, no deserto líbio.
Enquanto reis e heróis eram tratados como filhos de algum deus em particular dentre os muitos do universo politeísta, Jesus é - para os cristãos monoteístas - o filho do único Deus.

## Pelo método histórico
Nos evangelhos, o ser de Jesus como "filho de Deus" corresponde exatamente aos hassidim da Galileia, homens santos e "piedosos" que, por intervenção divina, realizam milagres e exorcismos - opinião que não é sustentada por todos (cf. abaixo "Filho de Deus" no Novo Testamento).

## Na perspectiva judaica

### No Antigo Testamento
No Antigo Testamento, a expressão "filho(s) de Deus" tem um significado um tanto obscuro: há uma série de interpretações recentes. A tradução usual vem, provavelmente, da Septuaginta, que se utiliza da expressão Uioi Tou Theou ("filhos de Deus") para traduzir o correspondente hebraico.
- A expressão hebraica Benei Elohim, traduzida geralmente como "filhos de Deus", é entendida por alguns como a descrição de anjos ou seres humanos imensamente poderosos. Esta perspectiva segundo a qual a terminologia descreveria seres não-divinos vem, provavelmente, da tradução aramaica do Targum, que usa a expressão Bnei Ravrevaya ("filhos de nobres").
- Em alguns casos, a expressão denota um governante ou juiz humano (Salmos 82:6, por exemplo: "filhos do Altíssimo"; podem-se equalizar, em muitas passagens como essa, os termos "deuses" e "juízes"). Num sentido mais específico, "filho de Deus" é um título aplicado ao rei, ideal ou real, de Israel (cf. II Samuel 7:14, fazendo menção ao rei Davi e aos seus descendentes que manteriam sua dinastia; cf. também. Salmos 89:27,28).
- Quando personificado, Israel é chamado de "filho" de Deus, utilizando-se, para isso, a forma singular (cf. Êxodo 4:22 e Oséias 11:1).

No judaísmo, a expressão "filho de Deus" raramente é usada no sentido de "Messias" ou "Ungido". O texto de Salmos 2:1-12 refere-se ao rei de Sião, escolhido por Deus, como messias do Senhor (um rei ungido) e filho de Deus.
Na literatura judaica que acabou por não ser aceita como parte da Bíblia Hebraica, mas que é aceita por muitos cristãos como Escritura Sagrada (os livros deuterocanônicos ou apócrifos), há passagens em que o título "filho de Deus" é atribuído a um ungido ou ao Messias (e.g. Enoque 55.2; IV Esdras 7.28,29; 13.32,37,52; 14.9). O título também pertence a todo aquele cuja piedade o colocou numa relação filial com Deus (cf. Sabedoria 2.13,16,18; 5.5, onde "os filhos de Deus" são idênticos a "os santos"; cf. Eclesiástico 4.10). Especula-se que, por conta do uso freqüente destes livros pelo Cristianismo primitivo em polêmica com os judeus, o Sínodo de Jâmnia os tenha rejeitado por volta do ano 80.

## "Filho de Deus" no Novo Testamento
Durante todo o Novo Testamento (ver "Passagens do Novo Testamento", a seguir), a expressão "filho de Deus" é aplicada repetidamente, no singular, apenas para Jesus, com a possível exceção de Lucas 3:38 (no final da genealogia de Jesus cuja ascendência volta até Adão), onde podia argumentar-se que Adão está implicitamente sendo chamado de Filho de Deus. "Filhos de Deus" é aplicado aos outros apenas no plural. O Novo Testamento chama Jesus de "Filho Único de Deus" João 1:8, I João 4:9), "Seu próprio Filho" Romanos 8:3). Também refere-se a Jesus simplesmente como "o Filho", especialmente quando "o Pai" é usado para se referir a Deus, como nas frases "do Pai e do Filho", "o Pai e também o Filho". Mateus 28:19, II João 1:9).

### Interpretação de John Dominic Crossan
John Dominic Crossan no livro God and Empire: Jesus Against Rome, Then and Now (2007), diz que: "há um ser humano do primeiro século, que foi chamado de Divino, Filho de Deus, Deus e Deus dos deuses, e cujos títulos foram Senhor, Redentor, Libertador e Salvador do Mundo. Os cristãos provavelmente irão pensar que esses títulos foram originalmente criadas e aplicadas exclusivamente a Cristo. Mas antes de Jesus ter existido, todos esses termos pertenciam a César Augusto".
Crossan cita que a adoção dos mesmos pelos primeiros cristãos para referi-se a Jesus era uma forma de negar-los a César Augusto. "Eles estavam tirando a identidade do imperador romano e dando-lhe a um judeu camponês. O que era ou uma brincadeira e uma particularidade muito baixa, ou o que era pelos romanos chamado majistas e que nos conhecemos como alta traição".

### Imperador Augusto como filho de um deus, não Filho de Deus
Em 42 a.C., Júlio César foi formalmente deificado como "o divino Júlio" (divus Iulius), Seu filho adotado, Otávio (mais conhecido pelo título "Augusto") o recebeu 15 anos depois, em 27 a.C., e, portanto, tornou-se conhecido como "divi Iuli filius" (filho do divino Júlio) ou simplesmente "divi filius" (filho do deus). Ele usou esse título para aumentar sua influência e posição política, e acabou superando todos rivais pelo poder dentro do estado romano. O título foi para ele "uma útil ferramenta propagandística", e foi exibida no moedas que ele cunhou.
A palavra aplicada a Júlio César como deificado é "divus", não a distinta palavra "dei". Assim foi Augustus Chamado "Divi filius", mas nunca "Dei filius", a expressão aplicada a Jesus na Vulgata, a tradução do Novo Testamento, como, por exemplo, em 1 João 5:5[ligação inativa], e em traduções Latinas anteriores, como ficou provado com o texto Vetus Latina "Inicium evangelii Ihesu Christi filii dei" preservados no Codex Gigas. Como filho de Júlio César, Augusto foi referido como o filho de um deus, não como o filho de Deus, que foi a forma como os cristãos monoteístas se referiam a Jesus.
O Grego não têm uma distinção correspondente a que existe no Latim entre "divus" e "dei". "Divus" foi, assim, traduzido como "θεός", a mesma palavra utilizada para os deuses olímpicos, e "divi filius" como "θεοῦ υἱός" (theou huios), e, uma vez que não inclui os artigos gregos, e estando em um contexto politéista, refere-se ao filho de um deus entre muitos, no caso Júlio César e seu "divi filius" Augustus. No contexto monoteísta do Novo Testamento, a mesma frase se refere ao filho do Deus único. Com efeito, no Novo Testamento, Jesus é mais frequentemente referido como "ὁ υἱὸς τοῦ θεοῦ" (ho huios tou theou), O filho de Deus.

### Jesus como o Messias
A descrição "filho de Deus" é aplicada no Antigo Testamento e outros escritos judaicos para reis e, em particular, para o aguardado Messias (uma palavra que literalmente significa uma pessoa ungida e que, no Antigo Testamento foi aplicado aos reis e outros líderes e foi traduzido para o grego como Χριστός (Christos), uma palavra de significado semelhante ao "Cristo" da língua portuguesa).
O título do Messias ou Cristo foi era também aplicado a um cargo político. O Novo Testamento poderia, assim, ser entendida como ameaça a autoridade política de César, que usara o título "Divi Filius" (filho do divinizado [anterior imperador]), como mostrado na literatura, moedas e incrisções da época.

### Cristãos
No Evangelho de João, o autor escreve que "Mas, a todos quantos o receberam [Jesus], aos que crêem no seu nome, deu-lhes o poder de se tornarem filhos de Deus" (João 1:12). A expressão "filhos de Deus" é utilizada dez vezes no Novo Testamento. A estes, podem ser adicionados os cinco casos, mencionadas acima, em que o Novo Testamento fala de "filhos de Deus". Como é evidente, essas frases, sempre no plural, não é usados no sentido exclusiva que é dada a expressão "o Filho de Deus" aplicado a Jesus no Novo Testamento.

### Uso atual
Atualmente, o Filho de Deus, é quase sempre, em contextos religiosos, uma referência a Jesus Cristo, "um filho de Deus" pode ser usado para se referir a um dos "filhos de Deus", referindo-se a toda a humanidade, a todos os cristãos ou a um grupo mais restrito.

## "Filho de um Deus" em outras crenças
Humanos ou parcialmente-humanos descendentes de deidades são muito comuns em outras religiões e mitologias. Um grande número de panteões também incluem genealogias em que vários deuses eram descendentes de outros deuses, e assim, a expressão "filho de um deus" pode ser aplicado a muitas deidades entre si.

### Mitologia antiga
A mitologia antiga contém muitos personagens com um pai humano e um pai deus, como Hércules filho de Zeus e Alcmena, e Eneias, filho de Afrodite e Anquises, na mitologia grega; Hórus filho de Osíris e Ísis, na mitologia egípcia; e Thor, filho de Odin e Jord, na mitologia nórdica.
Nas culturas grega e romana, na qual o cristianismo se expandiu após a sua primeira divisão do Judaísmo, os conceitos de semideuses, filhos ou filhas de um deus, como na história de Perseus, eram comumente conhecidos e aceitos.

### Outros movimentos
Os Elcasaitas, com características magico-astrológico aparece cerca do ano 100 na Jordânia, foi fundada por Elkasaï e cujo Livro de Elcasai lhe teria sido inspirado por um anjo que se proclamava Filho de Deus
No movimento Rastafari é Haile Selassie, que é considerada como o Deus Filho, como uma parte da Santíssima Trindade. Ele nunca aceitou a ideia oficialmente.
Na Epopéia de Gilgamesh, uma das primeiras lendas da humanidade, Gilgamesh dizia ser de descendência humana e divina.

### Na Igreja Mundial do Messias
Quando Jesus disse que era o Messias, ele também afirmou que nós poderíamos tornar-nos seus irmãos e irmãs se fizéssemos a vontade de Deus e que cada um de nós precisaria nascer de novo para ver o Reino de Deus. Nascer de novo como filhos de Deus, como Messias, é o que todos os seres humanos na Terra devem almejar, ou melhor, esse é o nosso destino determinado por Deus.

## Passagens do Novo Testamento
Esta página contém alguns caracteres especiais e é possível que a impressão não corresponda ao artigo original.
O diabo ou demônios chamam Jesus de Filho de Deus
- υιὸς τοῦ θεοῦ (huios tou theou)
  - Mateus 4:3
  - Mateus 4:6
  - Lucas 4:3
  - Lucas 4:9
- ὀ υιὸς τοῦ θεοῦ (ho huios tou theou)
  - Marcos 3:11
  - Lucas 4:41
- [ὀ] υιὸς τοῦ θεοῦ ([ho] huios tou theou) - No caso vocativo normalmente não se usa artigo
  - Mateus 8:29

Humanos, incluindo os escritores do Novo testamento, chamam Jesus de Filho de Deus
- θεοῦ υιός (theou huios)
  - Mateus 14:33
  - Mateus 27:54
- υιὸς θεοῦ (huios theou)
  - Marcos 1:1
  - Marcos 15:39
  - Romanos 1:4
- ὀ υιὸς τοῦ θεοῦ (ho huios tou theou)
  - João 1:34
  - João 1:49
  - João 11:27
  - João 20:31
  - Atos 9:20
  - II Coríntios 1:19
  - Gálatas 2:20
  - Hebreus 4:14
  - Hebreus 6:6
  - Hebreus 7:3
  - Hebreus 10:29
  - I João 3:8
  - I João 4:15
  - I João 5:11
  - I João 5:5
  - I João 5:10
  - I João 5:13
  - I João 5:20
  - Apocalipse 2:18
- "Seu filho", ou seja, "de Deus" - equivalente a ὀ υιὸς τοῦ θεοῦ (ho huios tou theou)
  - João 3:16
  - Romanos 1:9
  - Romanos 5:10
  - Romanos 8:3
  - Romanos 8:32
  - I Coríntios 1:9
  - Gálatas 4:4
  - Gálatas 4:6
  - I João 4:9
  - I João 4:10
  - I João 5:11

Atribuídos ao próprio Jesus
- ὀ υιὸς τοῦ θεοῦ (ho huios tou theou)
  - Mateus 26:63-64
  - Marcos 14:61-62 (Expressão Equivalente)
  - Lucas 22:70
  - João 5:25
  - João 10:36
  - João 11:4

Não está claro se é atribuído ao próprio Jesus ou se é apenas um comentário do evangelista
- ὀ υιὸς τοῦ θεοῦ (ho huios tou theou)
  - João 3:18 - com "μονογενής"

Jesus se referindo à ὀ υιός (ho huios)
- Mateus 11:27
- Mateus 24:36
- Mateus 28:19
- Marcos 13:12
- Lucas 10:22
- João 1:18
- João 3:35
- João 5:19-26
- João 6:40
- João 17:1
- I João 2:22-24
- I João 4:14
- II João 1:9
- etc.[20]